# Miscophus andradei
Miscophus andradei é uma espécie de insetos himenópteros, mais especificamente de vespas pertencente à família Crabronidae.
A autoridade científica da espécie é P. Verhoeff, tendo sido descrita no ano de 1955.
Trata-se de uma espécie presente no território português.